# Leopold Scheibler

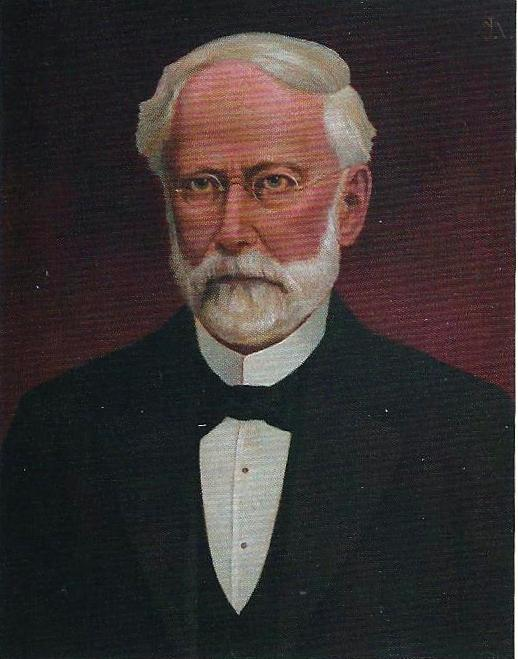
Leopold Scheibler

Leopold Scheibler (* 25. Dezember 1799 in Stolberg; † 26. Juni 1881 in Aachen) war ein deutscher Speditions- und Transportunternehmer,  Geheimer Kommerzienrat und langjähriger Präsident der Industrie- und Handelskammer Aachen.

## Leben und Wirken
Über die frühen Jahre des Sohnes von Johann Leopold Scheibler (* 1762) und der Katharina Lynen ist wenig bekannt, da zum einen die evangelischen Kirchenbücher aus Stolberg lückenhaft sind und zum anderen der Stolberger Zweig der Unternehmerfamilie Scheibler im Gegensatz zur Monschauer Tuchfabrikantenfamilie in den Familienchroniken kaum erwähnt wird.

### Charlier & Scheibler
Erstmals beruflich erwähnt wurde Leopold Scheibler, als er im Jahre 1837 als Teilhaber in das Speditionsunternehmen „Charlier, Mathée & Trümpel“ einstieg, welches fortan unter dem Namen „Charlier & Scheibler“ firmierte. Dieses bereits vor der Jahrhundertwende von Friedrich Wilhelm Charlier (1785–1865) gegründete Unternehmen diente dazu, die speziellen Produkte aus den Fabrikzentren der ländlichen Regionen in der Eifel und hierbei besonders die kostbaren Tuchwaren aus Monschau zu den Handelszentren nach Aachen, Köln, Brüssel und Paris zu transportieren und umgekehrt die von den Unternehmen angeforderte technische Ausrüstung anzuliefern. Im Zuge dieser Kooperation schloss sich Charlier, der zuvor seinen Firmensitz von Roetgen nach Aachen verlegt hatte, im Jahre 1808 erstmals mit Angehörigen der Familie Scheibler aus Monschau zusammen und ab 1837 schließlich direkt mit Leopold Scheibler. Dieser richtete mehrere Filialen ein und führte das Unternehmen in wenigen Jahren zu internationalem Ansehen. Scheibler profitierte hierbei besonders als Zulieferer zu den neu errichteten Bahnhöfen der 1836 gegründeten Rheinischen Eisenbahn-Gesellschaft, dessen langjähriges Mitglied er wurde, sowie von der am 1. September 1843 eröffneten Eisenbahnstrecke Köln-Aachen-Lüttich-Antwerpen. Darüber hinaus nutzten ihm die wirtschaftlichen Kontakte zur Vereinigungsgesellschaft für Steinkohlenbau im Wurmrevier, zu dessen Direktionsmitglied Scheibler zwischenzeitlich auch gewählt worden war und wodurch sein Unternehmen vermehrt Aufträge zur Kohlenlieferung an Zwischenhändler sowie an Privat- und Geschäftskunden erhielt. Ebenso wie andere Unternehmer jener Zeit, erweiterte Scheibler in Absprache mit seinem Partner das Transport- und Speditionsunternehmen noch um die Sparte einer Privatbank. Hieraus wurde dann 1872 die „Aachener Diskonto-Gesellschaft“, die später im Jahr 1902 zur „Rheinischen Diskonto-Gesellschaft“ und 1905 zur „Rheinisch-Westfälischen Diskontogesellschaft“ umfirmierte sowie ab 1917 in die Dresdner Bank einfloss.
Das Speditions- und Transportunternehmen, in dem nach dem Tod von Friedrich Wilhelm Charlier dessen Sohn Eugen Charlier (* 1812), zuvor Besitzer der Charliers-Mühle Roetgen, als Gesellschafter eingestiegen war, wurde 1898 auf Initiative von Albert Schiffers als Zusammenschluss der Speditionsfirmen Charlier & Scheibler, Carl Schiffers, Gebr. Heucken & Co., Charles Fischer und Lünenschloß zur Speditions- und Lagerhaus AG (SPELAG) zusammengefasst.

### Ämter und Mitgliedschaften
Bereits im Jahr 1849 gehörte Leopold Scheibler zu den Mitbegründern des liberal geprägten Aachener Konstitutionellen Vereins, der sich in Aachen ebenso wie in vielen anderen Städten im Verlauf der Deutschen Revolution 1848/49 etabliert hatte, um eine Konstitutionelle Monarchie durchzusetzen. Darüber hinaus wurde Scheibler für Zeiträume von 1851 bis 1863 und von 1871 bis 1881 zum Präsidenten der Industrie- und Handelskammer Aachen gewählt.
Neben vielen bedeutenden Aufgaben in diesem Amt gehörte er zusammen mit dem späteren Staatsmann Friedrich von Kühlwetter, dem Versicherungsunternehmer Friedrich Adolph Brüggemann, dem Handelsgerichtspräsidenten Johann Arnold Bischoff, dem Spinnereibesitzer Johann Friedrich Pastor und dem Direktor der Chemischen Fabrik Rhenania in Stolberg Friedrich Wilhelm Hasenclever und anderen zu den maßgeblichen Aachener Persönlichkeiten, die ab 1858 als „privates Komitee zur Errichtung einer polytechnischen Schule in Aachen“ den Bau des neuen Polytechnikums maßgeblich befürwortet, mitgeplant und unterstützt hatten, so dass es am 15. Mai 1865 zur Grundsteinlegung kam, aus der schließlich die RWTH Aachen hervorging.
Wenige Wochen vor seinem Tod war Leopold Scheibler am 28. April zusammen mit dem Bürgermeister Carl Eduard Dahmen, dem Kommerzienrat Robert Kesselkaul, dem Justitiar Robert von Görschen sowie den Tuchfabrikanten Konrad Starz, Emil Lochner, Franz Carl Freiherr von Nellessen und anderen ebenfalls noch maßgeblich an der Entscheidung beteiligt, dass das heutige Einhard-Gymnasium in Aachen gebaut wurde.
Für seine vielseitigen Verdienste war Leopold Scheibler zum Geheimen Kommerzienrat ernannt worden.

## Familie
Leopold Scheibler war in erster Ehe verheiratet mit Sophie Henrietta Cramer (1798–1863) und in zweiter Ehe, die er im Jahre 1870 im Alter von 71 Jahren noch einging, mit Fanny Sophia Johanna Charlier (1816–1893). Letztere war eine Tochter des Firmengründers Friedrich Wilhelm Charlier und eine Schwester von Franz Albert Charlier (1814–1894), welcher ab 1843 die Kölner Filiale der Spedition Charlier & Scheibler leitete und 1845 Mitbegründer der Waggonbaufirma van der Zypen & Charlier in Köln-Deutz, der späteren Westwaggon, wurde.
Leopold Scheibler fand seine letzte Ruhestätte auf dem unter Denkmalschutz stehenden ehemaligen evangelischen Friedhof Güldenplan im Stadtgarten Aachen.